# DWARS
DWARS, GroenLinkse jongeren is een Nederlandse politieke jongerenorganisatie gelieerd aan GroenLinks. De organisatie is onafhankelijk van GroenLinks, maar onderhoudt wel contacten met de partij. 

## Geschiedenis
DWARS is statutair opgericht op 4 januari 1991. Tot oprichting is besloten tijdens het congres op 15 en 16 december 1990 in Wageningen als fusie van PSJG en PPRJ, de jongerenorganisaties van PSP en PPR, respectievelijk, twee partijen die in GroenLinks opgingen. De jongerenorganisatie van de CPN, het ANJV, probeerde alleen verder te gaan. De EVP, ook een oprichter van GroenLinks, had geen jongerenorganisatie. Tussen de PPR-jongeren en de PSP-jongeren bestonden grote verschillen. De PSP-jongeren waren erg onafhankelijk van de PSP, anarchistisch ingesteld en hielden zich met name bezig met actievoeren tegen kernwapens en kernenergie. De PPR-jongeren waren gericht op de moederpartij en op de Tweede Kamer. Deze tegenstelling tussen parlementair en actie-gericht speelde lange tijd binnen DWARS. In deze tijd was onder andere Judith Sargentini actief in de organisatie. In de eerste tien jaar na de oprichting waren de anarchistische PSP-jongeren in de meerderheid en dreef DWARS weg van GroenLinks. Sinds 2005 zijn de banden met GroenLinks weer aangehaald.
Op 17 juli 2007 werd er door het bestuur bij een verbouwing materiaal gevonden dat mogelijk gebruikt zou kunnen worden voor het maken van explosieven. DWARS zocht hierover zelf contact met de politie.
In 2008 was de organisatie, samen met ROOD, actief in de kraakbeweging. Samen kraakten de organisaties een pand in Amsterdam.

## Resultaten
- DWARS was een van de initiatiefnemers van het stuk Stop het gedogen in 2000, waarin veel politieke jongerenorganisaties opriepen te stoppen met het gedoogbeleid.
- In 2001 bereikten DWARS, het CDJA en de Jonge Socialisten het zogenaamde Paprika-akkoord. De drie jongerenorganisaties legden daarin de contouren vast voor een eventuele coalitie tussen hun moederpartijen.
- In 2001 wist DWARS door middel van een handtekeningenactie onder GroenLinks-prominenten en GroenLinks-afdelingen het besluit van de Tweede Kamerfractie van GroenLinks om de inval in Afghanistan te steunen, teruggedraaid te krijgen.
- In 2004 heeft DWARS samen met ROOD en de JS een voorschot gegeven op samenwerking tussen hun moeder-partijen in het zogenaamde Peper Manifest.
- In 2018 heeft DWARS samen met de Jonge Klimaatbeweging, Jongeren Milieu Actief en Green Tickets in het samenwerkingsverband COPop! in Katowice een manifest voor duurzaam reizen aangeboden aan de staatssecretaris van Infrastructuur en Waterstaat Stientje van Veldhoven.[8][9][10]
- In 2020 heeft DWARS samen met de Jonge Socialisten een stembusakkoord afgesloten voor de Tweede Kamerverkiezingen 2021, genaamd Plan '21, met 10 punten voor een gezamenlijk coalitieakkoord.[11]

## Naamgeving
Op het oprichtingscongres ontstond een debat over de naam van de organisatie. Gematigdere, parlementair gerichte mensen met een achtergrond in de PPR-j stelde de naam "GroenLinkse Jongeren" voor. Radicalere, actie-gerichte mensen met een achtergrond in de PSJG stelden de naam "De groene spin, in de linkerhoek van de kamer, die je aankijkt" voor. Van alle kanten werd geprobeerd de besluitvorming te saboteren. De voorzitter is toen op tafel gesprongen en heeft geroepen: "En stelletje dwarskoppen, nu serieus!" Toen is voor de naam DWARS gekozen.
Statutair heet de vereniging 'Dwars, GroenLinkse Jongerenorganisatie'. Wanneer echter de verkorte naam wordt gebruikt, zoals op de website, in dit artikel en op briefpapier, staat deze in hoofdletters. De redactie van het ledenblad OverDWARS besloot in 2003 om in artikelen de naam altijd in hoofdletters te spellen. Op het zomercongres in 2018 werd de spelling van woorden als "DWARSer," "DWARSers" en "DWARSe" via een motie vastgesteld omdat deze woorden weleens met een apostrof gespeld werden.

## Onafhankelijkheid
DWARS is officieel onafhankelijk van GroenLinks, net als haar voorgangers PSJG en PPRj onafhankelijk waren van hun moederpartijen. De jongerenorganisatie was lange tijd niet betrokken bij haar moederpartij, maar die koers is rond 2005 bijgesteld. De organisatie wil sindsdien meer met GroenLinks samenwerken. Vergaderingen van het landelijk partijbestuur van GroenLinks en de vergaderingen van de Tweede Kamerfractie worden bijgewoond door de voorzitter van DWARS.

## Organisatie
Het congres komt twee keer per jaar bij elkaar, en verkiest een keer per jaar een nieuw bestuur en legt de inhoudelijke koers van DWARS vast. Tussen de Congressen door is de Raad van Advies het orgaan dat het bestuur kan voorzien van gevraagd en ongevraagd advies. In de Raad van Advies zitten zeven leden die worden gekozen door het congres.
DWARS heeft verschillende officiële organen, waaronder inhoudelijke commissies en afdelingen door heel Nederland. De commissies denken zelfstandig na over groene en linkse politiek, organiseren activiteiten en voeren actie. Er is een onafhankelijk ledenblad, OverDWARS.

### Afdelingen
Afdelingen van DWARS waren vooral gezeteld in studentensteden, wat zorgt voor een relatief groot verloop in het ledenbestand. Het landelijk bestuur probeert meer assistentie te verlenen aan lokale afdelingen. Ook is het de bedoeling dat scholieren sneller de weg vinden naar een afdeling. Sinds de (her)oprichting van provinciale afdelingen voor Limburg (2011), Brabant (2012) en Zeeland (2013) zijn de afdelingen steeds meer uitgegroeid tot regionale groepen met ongeveer het formaat van een provincie (soms twee, soms een halve) en hebben veel meer continuïteit.
In de volgende plaatsen of regio's zijn anno 2024 afdelingen actief: Brabant-Zeeland, Friesland, Gelderland, Groningen, Leiden-Haaglanden, Limburg, Noord-Holland—Flevoland, Overijssel, Rotterdam-Rijnmond en Utrecht.

### VerenigingsbladOverDWARS
DWARS kent een politiek en cultureel ledenblad, OverDWARS. Tot 2014 verscheen dit blad zes maal per jaar in een papieren oplage van circa 1350; sinds 2014 bestaat OverDWARS enkel nog online. Het doel van het blad is informeren over de vereniging, GroenLinks en algemene politiek. Daarnaast poogt de redactie met educatieve achtergrondartikelen de lezer informatie te bieden over culturele, sociale en politieke onderwerpen. De redactie hecht aan de onafhankelijkheid van het ledenblad. De hoofdredacteur wordt gekozen door de leden van DWARS.

### Eerdere organisatievormen
Aanvankelijk kende DWARS geen voorzitter. DWARS was basisdemocratisch georganiseerd. In de periode tot 2001 was de dagelijkse leiding van DWARS in handen van onder meer het Uiterst Fantasievol Overleg en het Coördinerend Overleg. In 2001 werd voor het eerst een Algemeen Coördinator aangesteld, een post die enigszins vergelijkbaar is met de functie van een voorzitter. Tussen 2005 en 2007 kende DWARS een bestuur met twee voorzitters. Sinds oktober 2007 is er één voorzitter.
Van 1991 tot 1996 was DWARS een actiegroep, die zich organiseerde in wisselende, niet vaststaande, werkgroepjes. Zo had DWARS een UFO (Uiterst Fantasievol Overleg) dat fungeerde als coördinerend orgaan, ParGO (Parlementair Groeps Overleg) dat zich begon te bemoeien met de GroenLinks fractie en met GroenLinks Congressen, Dodo (naar het uitgestorven dier), die zich bezighield met milieu, en de werkgroep Dwars Antifa (Antifascisme). De organisatie gaf twee bladen uit De Spin, een zelf gestencild blad voor intern debat en aankondigingen en de Voorheen RamPSPoed, een voortzetting van het onafhankelijke blad van de PSJG. Dit blad werd bij een drukker gedrukt. Ook heeft ze de DWARS in Aktie! en het DWARS! E-zine uitgebracht. In deze periode gingen er binnen DWARS en GroenLinks serieuze geluiden op om de banden te verbreken.
In 1996, toen de organisatie financieel, qua ledenaantal en in haar relatie met GroenLinks in een diep dal terecht was gekomen, stond een zelfbenoemd crisisbestuur op, dat van 1996 tot 1999 bestond. Onder andere werden de banden met GroenLinks aangehaald, verhuisde de organisatie van een krottig pand in Amsterdam, naar een betere locatie in Utrecht. DWARS kreeg een op het anarchisme geïnspireerde organisatievorm. Alle leden konden toetreden tot Uitvoerende Werkgroepen. Deze werkgroepen benoemden Coördinatoren. De Coördinatoren van de Uitvoerende Werkgroepen vormden gezamenlijk het Coördinerend Overleg (CO), dat organisatie beheerde. Naast het CO werd er een JongerenFractie (eerst Schaduwfractie) opgericht die de inhoudelijke koers uitzette en de GroenLinks-Tweede Kamerfractie volgde.
Deze organisatievorm bleef tot 2005 gehandhaafd. Het ledenblad werd vernieuwd tot DWARS! Magazine en omgevormd tot OverDWARS in 2002.

## Internationaal
DWARS is lid van de Federation of Young European Greens (FYEG), de federatie van jonge groenen in Europa. Zij was ook een korte tijd lid van de ENDYL, de organisatie van linkse jongerenorganisaties in Europa. Sinds 2006 is DWARS partner van de Global Young Greens. In 2018 faciliteerde DWARS de Spring Conference van FYEG in Utrecht.

## Bekende oud-bestuursleden
- Jesse Klaver, voorzitter van maart 2008 tot augustus 2009[18]
- Judith Sargentini
- Lyle Muns, voorzitter periode 2015-2016